# Aukusti Uotila

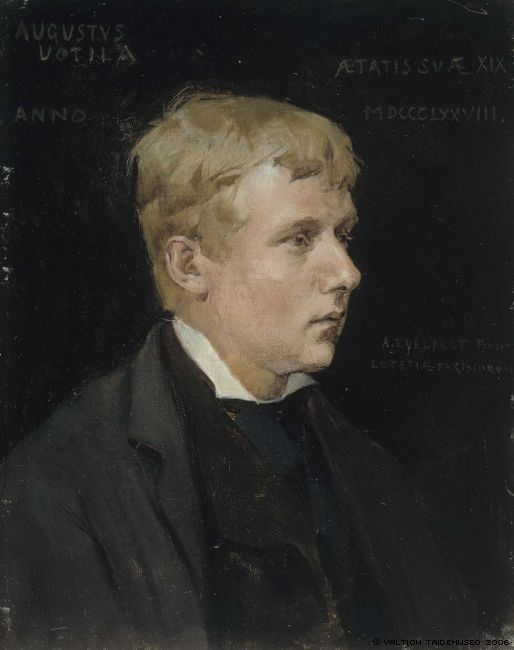
Aukusti Uotila

Aukusti Uotila (* 5. Mai 1858 in Urjala; † 18. März 1886 in Ajaccio) war ein finnischer Landschaftsmaler.

## Leben
Der Sohn des Landwirts Antti Uotila und seiner Ehefrau Ulrika Maria, geborene Laatu, studierte 1873 bis 1876 an der Kunstschule des Finnischen Kunstvereins (Suomen Taideyhdistys) und 1876 bis 1877 als Schüler des in Düsseldorf bei Andreas Müller, Hans Fredrik Gude und Oswald Achenbach sowie in Karlsruhe erneut bei Gude ausgebildeten Landschaftsmalers Hjalmar Munsterhjelm an der Zeichenschule der Universität in Helsingfors (Helsinki). 1877 bis 1879 war er an der École des beaux-arts in Paris eingeschrieben, unter anderem bei dem deutschstämmigen Maler Henri Lehmann. Nach kurzem Aufenthalt in Finnland hielt er sich 1879 bis 1880 erneut in Frankreich an verschiedenen Orten auf. Sein ganzes Leben war von schlechter Gesundheit und Armut beeinträchtigt; er starb auf Korsika an einem Lungenleiden, das 1881 ausgebrochen war. Auf Korsika wurde er auch beigesetzt.
Uotila stellte erstmals 1879 in Helsingfors aus und erhielt im selben Jahr und danach 1880 und 1885 ein staatliches Stipendium. 1884 wurde er vom Finnischen Kunstverein mit einem 2. Dukatenpreis ausgezeichnet. Im Herbst 1886 veranstaltete der Finnische Kunstverein eine Gedächtnisausstellung, zusammen mit Arbeiten von John Victor (Johannes) Takanen (1849–1885).

## Werk
In seinem künstlerischen Werk setzte sich Uotila mit einer realistischen Landschaftsdarstellung auseinander, deren beste Ergebnisse in Paris entstanden. Arbeiten befinden sich unter anderem im Ateneum und in der Cygnaeuksen-Galerie in Helsinki sowie in den Kunstmuseen von Turku, Tampere und dem Pohjanmaan Museo in Vaasa.
- Lammaspaimen (Hirtin mit Herde), 24 × 19 cm, 1879: Helsinki, Ateneum (Best.-Kat. 1912, Nr. 528)
- Tyttö Bretagnen rannalla (Mädchen aus der Bretagne), 1880. - Bretonin: Abb.: Wennervirta (1934), Nr. 110; bezeichnet UOTILA / 1880.
- Osterinpoimijoita Bretagnen rannikolta (Austernsammlerinnen an der bretonischen Küste), 1880; Abb.: Wennervirta (1934)
- Spaziergang in den Tuilerien, 1880: Helsinki, Cygnaeuksen-Galerie
- Kalastuspaikka kuutamolla (Fischer im Mondlicht), 1883: Helsinki, Ateneum
- Ansicht von Pellinki, 1883: Kunsthandel
- Straßenszene in Paris, 1884: Kunsthandel
- Vintermorgon (Wintermorgen), 1884: Kunsthandel
- Kalastajatupa Bretagnessa (Inneres einer bretonischen Fischerhütte); Abb.: Wennervirta (1934), Nr. 112 - Nuottakota (Fischerhütte), 1884: Helsinki, Ateneum
- Lohipato Vallinkoskessa (Lohipato-Stromschnellen), 1884: Joensuu, Kunstmuseum
- Oliivimetsä (Olivenhain), 1885: Helsinki, Ateneum
- Sta Madonna del Carmine, 1885: Kunsthandel
- Esplanadin kappeli (Esplanade in Helsinki), 1885
- Gemüsemarkt in Nizza, 81,5 × 65,5 cm, 1885: Helsinki, Ateneum (Best.-Kat. 1912, Nr. 530)
- Veneranta (Boot am Anleger einer Fischerhütte); Abb.: Wennervirta (1934), Nr. 113
- Nuotanvetoa Korsikan rannikolla (Fischer an der korsischen Küste), 1886: Auktion Hagelstam & Co., Helsinki
- Lago di Como (Comer See): Kunsthandel
- Metsäkuva (Waldansicht): Auktion Hagelstam & Co., Helsinki
- Kalaverkkojen puhdistus auringonlaskussa (Vorbereitung der Netze bei Sonnenuntergang): Kunsthandel
- Hämäläinen maisema, Karttakäärö (Häme-Landschaft): Kunsthandel
- Kesämaisema (Sommerliche Landschaft): Kunsthandel
- Onkiva tyttö (Angelndes Mädchen)
- Urjalan kirkko (Kirche in Urjala)